# V4046 Sagittarii
V4046 Sagittarii – gwiazda zmienna typu T Tauri położona w gwiazdozbiorze Strzelca w odległości około 240 lat świetlnych. V4046 Sgr jest ciasnym układem podwójnym.
Para gwiazd ma około 12 milionów lat, ich masy są zbliżone do masy Słońca, a dzieli je odległość zaledwie 5 średnic Słońca. Okres obrotu układu wynosi ok. 2,42 dnia.
Wokół V4046 Sagittarii znajduje się dysk protoplanetarny. Zaczyna się on mniej więcej w odległości porównywalnej z orbitą Neptuna, a rozciąga na przestrzeni dziesięć razy większej niż obszar pasa Kuipera.